# الطلیسیه
الطلیسیة یک منطقهٔ مسکونی در سوریه است که در استان حما واقع شده‌است.

## خصوصیات
الطلیسیة ۸۲۴ نفر جمعیت دارد.